# Bošnjaković
Bošnjaković je prezime koje je većinski prisutno Bosni i Hercegovini u Hrvatskoj, i Srbiji.
Osobe prezimena Bošnjaković uključuju:
- Branko Bošnjaković, nizozemsko-hrvatski fizičar, sin Frana Bošnjakovića
- Dražen Bošnjaković, hrvatski ministar pravosuđa 2010. – 2011.
- Fran Bošnjaković, hrvatski inženjer
- Milenko Bošnjaković, bosanskohercegovački nogometni trener